# Dingiso

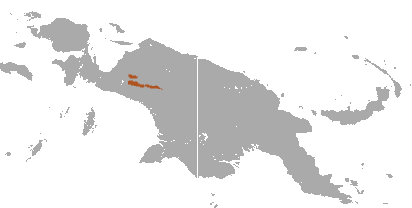
Verbreitungskarte des Dingiso

Das Dingiso (Dendrolagus mbaiso), auch als Schwarzweißes Baumkänguru bezeichnet, ist eine sehr seltene Baumkänguruart, die im Sudirman-Gebirge in Westneuguinea endemisch ist. Es wurde erst 1994 unterhalb der Grasberg-Mine bei der Minenstadt Tembagapura entdeckt und 1995 von Tim Flannery beschrieben. 2009 gelangen einem Filmteam im Rahmen der BBC-Dokumentation Die Südsee – Das Abenteuer (South Pacific) die ersten Filmaufnahmen des Dingisos.

## Merkmale
Das Dingiso erreicht eine Kopf-Rumpf-Länge von 660 bis 670 mm, eine Schwanzlänge von 415 bis 520 mm, eine Hinterfußlänge von 108 bis 110 mm und eine Ohrenlänge von 46 bis 51,7 mm. Das Gewicht beträgt 6,5 bis 14,5 Kilogramm. Die Fellfarbe ist überwiegend schwarz. Kehle und Bauch sind weiß. Auf beiden Seiten der Schnauze befinden sich weiße Streifen und in der Mitte der Stirn ist ein sternförmiges weißes Muster zu erkennen. Das Fell ist sehr dicht und lang.

## Vorkommen und Lebensraum
Das Verbreitungsgebiet des Dingisos umfasst vermutlich eine Fläche von 4000 km². Ein Teil davon liegt im Lorentz-Nationalpark. Der Lebensraum sind Bergwälder und Bereiche mit Gestrüpp in der subalpinen Zone in Höhenlagen zwischen 2700 und 3500 m.

## Lebensweise
Über die Lebensweise ist nur wenig bekannt. Dingisos sind sehr zutraulich. Mitglieder des Monistammes berichteten von Dingisos, die eine Pfote hoch hielten und dabei Pfeiflaute ausstießen. Wie bei anderen Baumkängurus besteht die Hauptnahrung aus Blättern und Früchten.

## Gefährdung
Im westlichen Teil des Verbreitungsgebietes ist das Dingiso aufgrund einer Tradition der Einheimischen geschützt. In anderen Gegenden wird es jedoch für den Nahrungserwerb gejagt. Weitere Gefährdungen stellen die steigenden Bevölkerungszahlen in der Region, Lebensraumzerstörung sowie der Klimawandel dar. Die IUCN stuft die Art in die Kategorie vom Aussterben bedroht (critically endangered) ein.

## Etymologie
Das Artepitheton mbaiso bedeutet „das verbotene Tier“ in der Sprache der Moni. Die Mitglieder dieses in Westneuguinea heimischen Volksstammes verehren die Baumkängurus als Geist ihrer Ahnen und jagen die Tiere deshalb nicht.